# Vitznyssus tsachevi
Vitznyssus tsachevi (лат.) — вид клещей рода Vitznyssus из семейства Rhinonyssidae. Известны по двум самкам, обнаруженным в носовой полости обыкновенного козодоя (Caprimulgus europaeus) на территории Ленинградской области.

## Строение

### Размерные характеристики
Самки (голотип и паратип): LB — 952 (851); WID — 317 (288); LPS — 166 (150); WPS — 82/133 (77/128); LAS — 86 (82); WAS — 49 (56); LGS — 92 (108); WGS — 19 (16); LG — 186 (178); WG — 97 (98); LCH — 156 (155); WCH — 21 (25); Lleg I — 398 (395); Lleg II — 363 (361); Lleg III — 351 (352); Lleg IV — 435 (431).

### Дорсальная поверхность
Подосомальный щит средних размеров, формой перевернутой буквы «Т»; передняя часть слегка склеротизованная, несет на своей поверхности 4 пар длинных щетинок (j2,3, z2,3); задняя часть, сильно склеротизованная и несет 2 или 3 длинных щетинки (j5, z5), заметно удаленные от края щита. Четыре пары мезолатеральных щетинок расположены латеральнее подосомального щита (r2-4, s4), две пары мезолатеральных щетинок позади щита, вблизи стигм (s5,6). На опистосомальной части идиосомы 14 пар щетинок (J1,5,6,7,8, Z1-3, R1-5). Стигмы с перитремами расположены на уровне задней части кокс III.

### Вентральная поверхность
Стернальный щит отсутствует. Имеется 3 пары стернальных щетинок сходной длины (St1-3). Латеральнее щетинок St1-2 расположены две пары пор. Генитальный щиток длинный и очень узкий. Латеральнее генитального щитка имеется пара генитальных щетинок (he4) и пара пор. На опистосомальной стороне идиосомы 14 пар длинных щетинок (Jv1-7, Zv2,6,7, UR5-7). Анальный щит узкий, с крибрумом. Анус расположен в центре анального щита. Преанальные и постанальная щетинки длинные.

### Гнатосома
Пальпы слегка короче основания гнатосомы, с тонкими щетинками. Дейтостернальные зубчики (Dd) крупные, по всей медиальной линии гнатосомы, симметрично расположены в десять рядов; начиная с четвертого переднего ряда, хорошо заметны по три, четыре зубчика в ряду. Гнатосомальна формула 2-4-2. Гипостомальные щетинки (hyp) длинные. Тритостернум (Trs) с коротким основанием треугольной формы и длинными лациниями.

### Хетотаксияног
Кокса: 2-2-2-1, вертлуг: 4-4-4-4, бедро: 10-9-6-5, колено: 10-8-7-7, голень: 9-9-9-9, лапка: 31-15-16-16.